# Мироновка (Александрийский район)
Миро́новка (укр. Миронівка) — село в Светловодской городской общине Александрийского района Кировоградской области Украины.
До 2020 года входило в Светловодский район
Население по переписи 2001 года составляло 712 человек. Телефонный код — 5236. Код КОАТУУ — 3525284601.